# Вейн Ройкрофт
Вейн Ройкрофт (англ. Wayne Roycroft, 21 травня 1946) — австралійський вершник.
Бронзовий призер Олімпійських Ігор 1968 (командне триборство), 1976 (командне триборство) років, учасник 1984 року.
Чемпіон світу з кінного триборства 1986 року в командному триборстві.